# كوم والي
قرية كوم والي هي إحدى القرى التابعة لمركز مطاي بمحافظة المنيا في جمهورية مصر العربية. حسب إحصاءات سنة 2006، بلغ إجمالي السكان في كوم والي 3814 نسمة، منهم 1845 رجلا و1969 امرأة.